# Дворец спорта имени Ивана Ярыгина
Дворец спорта им. Ивана Ярыгина — мультиспортивный крытый дворец спорта, расположенный в Красноярске. Назван в честь прославленного советского борца вольного стиля, двукратного олимпийского чемпиона И. С. Ярыгина. С 2001 по 2016 год являлся игровой ареной баскетбольного клуба «Енисей».

## История
Автором проекта стадиона стал архитектор, член-корреспондент Российской академии архитектуры Виталий Владимирович Орехов. Сдан в эксплуатацию 5 ноября 1981 года под названием «Дворец спорта „Енисей“».
Имя Ивана Ярыгина дворец носит с 27 января 1998 года.
Первым спортивным соревнованием стала V зимняя спартакиада народов СССР в 1982 году, через четыре года — VI Спартакиада.
В 1997 году была произведена реконструкция дворца.
С сентября 2016 года началась новая реконструкция арены, связанная с подготовкой объекта к проведению соревнований зимней универсиады 2019. Стоимость реконструкции составит 1,52 млрд руб. Ожидается, что реконструированная арена примет соревнования по кёрлингу, а также по-прежнему будет принимать соревнования по волейболу, баскетболу и мини-футболу.
Дворец спорта имени Ивана Сергеевича Ярыгина был сдан в эксплуатацию 5 ноября 1981 года и назывался он тогда "Дворец спорта «Енисей». Автором проекта стал известный архитектор, член-корреспондент Российской академии архитектуры Виталий Орехов. Своей формой спортсооружение напоминает старинное судно — каравеллу: такой же тупой нос, выгнутые борта, круглые окна, как бойницы на батарейной палубе. Тем более на такие ассоциации наталкивает место расположения объекта — остров на волнах могучей сибирской реки Енисея.
В спортивном варианте зал этого универсального комплекса вмещает 3347 зрителей, в баскетбольном — 4100, в концертном — 5000.
Имя легендарного спортсмена, тренера, руководителя, двукратного чемпиона Олимпийских игр Ивана Ярыгина дворец носит с 27 января 1998 года.
Первым спортивным праздником во Дворце спорта стала V Зимняя спартакиада народов СССР (1982), через четыре года — VI Спартакиада. На трибунах этого комплекса болельщики приветствовали участников кубков Сибири и Дальнего Востока по фигурному катанию, классической борьбе, бадминтону, акробатике, чемпионатов СССР по вольной борьбе, баскетболу, художественной и спортивной гимнастике, всероссийских турниров по боксу, чемпионатов России по хоккею, каратэ, таэквон-до и др. В 1997 году дворец спорта пережил своё второе рождение: к предстоящему XXXII Чемпионату мира по вольной борьбе была проведена его реконструкция. Мировой борцовский форум в обновленном дворце прошел на «отлично». После этого там были приняты XXV Чемпионат мира по самбо, IV Летняя спартакиада народов Сибири, международные турниры по дзюдо памяти В. Н. Гулидова, межрегиональные фитнес-конвенции, шоу Алексея Немова «Легенда о спорте», ледовое шоу Ирины Лобачевой и Ильи Авербуха «Итальянский карнавал» и другие значимые мероприятия. Золотыми буквами в летопись дворца вписаны международные турниры по вольной и женской борьбе серии Гран-при «Иван Ярыгин». В марте 2007 года на арену дворца выходили участники Кубка мира по вольной и женской борьбе.
Помимо проведения соревнований самого разного уровня и концертов популярных звёзд эстрады во дворце идет работа по привлечению детей в спортивные и оздоровительные группы. Плавание, художественная гимнастика, теннис, фехтование, аэробика, шейпинг, йога, восточный танец, бальные танцы, акробатика с элементами танца, настольный теннис. Не остаются без внимания и люди старшего возраста, для них работают группы лечебной гимнастики, проводятся традиционные легкоатлетические пробеги. На базе этого уникального спортсооружения располагаются две специализированные детско-юношеские спортивные школы олимпийского резерва: по греко-римской борьбе и тяжелой атлетике.
Для проведения различных соревнований во дворце спорта имеются:
— универсальная арена площадью 2275 м2;
— зал хореографии площадью 203 м2;
— зал ОФП площадью 184 м2;
— зал единоборств;
— зал тяжелой атлетики;
— зал греко-римской борьбы.

## Характеристики стадиона
- универсальная арена площадью 2275 м², в спортивном варианте зал вмещает 3347 зрителей, в баскетбольном — 4100, в концертном — 5000;
- зал хореографии площадью 203 м²;
- зал общей физической подготовки площадью 184 м²;
- зал единоборств;
- зал тяжёлой атлетики;
- зал греко-римской борьбы и вольной борьбы.